# 이찬혁 (가수)
이찬혁(1996년 9월 12일 ~ )은 대한민국의 싱어송라이터, 음악 프로듀서이다. 여동생 이수현과 함께 AKMU로 활동하고 있다. 2012년 《K팝 스타 2》에 참가하여 우승하였다.

## 음반 목록
- 2022년 정규 1집 〈ERROR〉
- 2025년 정규 2집 〈EROS〉

### 기타 음반 참여
- 2015년 윤하 -〈혜성 작곡)
- 2021년 머드 더 스튜던트 - 〈불협화음〉

## 시간과 낙엽 · 작곡 참여
악동뮤지션
| 년도 | 수록 음반             | 노래(곡)                              | 작사 | 작사 | 작곡 | 작곡 | 참고                                  |
| 년도 | 수록 음반             | 노래(곡)                              | 참여 | 공동 | 참여 | 공동 | 참고                                  |
| ---- | --------------------- | ------------------------------------- | ---- | ---- | ---- | ---- | ------------------------------------- |
| 2012 | SBS K팝 스타 시즌2    | 다리꼬지마                            | 예   | 빈칸 | 예   | 빈칸 | 오디션 참가곡                         |
| 2012 | SBS K팝 스타 시즌2    | 매력있어                              | 예   | 빈칸 | 예   | 빈칸 | 오디션 참가곡                         |
| 2013 | SBS K팝 스타 시즌2    | 라면인건가                            | 예   | 빈칸 | 예   | 빈칸 | 오디션 참가곡                         |
| 2013 | SBS K팝 스타 시즌2    | Crescendo (크레셴도)                  | 예   | 빈칸 | 예   | 빈칸 | 오디션 참가곡                         |
| 2013 | SBS K팝 스타 시즌2    | 외국인의 고백                         | 예   | 빈칸 | 예   | 빈칸 | 오디션 참가곡                         |
| 2013 | 내 연애의 모든 것 OST | I Love You                            | 예   | 빈칸 | 예   | 빈칸 | 사운드 트랙                           |
| 2013 | 디지털 싱글           | 콩떡빙수                              | 예   | 빈칸 | 예   | 빈칸 | 파리바게트 CM송                       |
| 2014 | 디지털 싱글           | 콩떡빙수 Summer Dance (콩떡빙수 2014) | 예   | 빈칸 | 예   | 빈칸 | 파리바게트 CM송                       |
| 2014 | PLAY                  | Give Love                             | 예   | 빈칸 | 예   | 빈칸 | 악동뮤지션 정규 1집 음반              |
| 2014 | PLAY                  | 200%                                  | 예   | 빈칸 | 예   | 빈칸 | 악동뮤지션 정규 1집 음반              |
| 2014 | PLAY                  | 얼음들                                | 예   | 빈칸 | 예   | 빈칸 | 악동뮤지션 정규 1집 음반              |
| 2014 | PLAY                  | 지하철에서                            | 예   | 빈칸 | 예   | 빈칸 | 악동뮤지션 정규 1집 음반              |
| 2014 | PLAY                  | 가르마                                | 예   | 빈칸 | 예   | 빈칸 | 악동뮤지션 정규 1집 음반              |
| 2014 | PLAY                  | 인공잔디                              | 예   | 빈칸 | 예   | 빈칸 | 악동뮤지션 정규 1집 음반              |
| 2014 | PLAY                  | 안녕                                  | 예   | 빈칸 | 예   | 빈칸 | 악동뮤지션 정규 1집 음반              |
| 2014 | PLAY                  | 작은 별                               | 예   | 빈칸 | 예   | 빈칸 | 악동뮤지션 정규 1집 음반              |
| 2014 | PLAY                  | 길이나                                | 예   | 빈칸 | 예   | 빈칸 | 악동뮤지션 정규 1집 음반              |
| 2014 | PLAY                  | 소재                                  | 예   | 빈칸 | 예   | 빈칸 | 악동뮤지션 정규 1집 음반              |
| 2014 | PLAY                  | Galaxy                                | 예   | 빈칸 | 예   | 빈칸 | 악동뮤지션 정규 1집 음반              |
| 2014 | 디지털 싱글           | 시간과 낙엽                           | 예   | 빈칸 | 예   | 빈칸 | [ 6 ]                                 |
| 2014 | 미발매                | 가나다같이                            | 예   | 빈칸 | 예   | 빈칸 | 우리카드 한글날 기념 공익 캠페인 CM송 |

그외 노래
| 년도 | 음반            | 노래      | 작사 | 작사       | 작곡 | 작곡       | 참고               |
| 년도 | 음반            | 노래      | 참여 | 공동(작업) | 참여 | 공동(작업) | 참고               |
| ---- | --------------- | --------- | ---- | ---------- | ---- | ---------- | ------------------ |
| 2015 | 윤하: 널 생각해 | 널 생각해 | 예   | 빈칸       | 예   | 빈칸       | 윤하의 디지털 싱글 |

## 음반 외 활동

### 텔레비전 프로그램
| 년도      | 방송사 | 제목                     | 역할                        | 참고                      |
| --------- | ------ | ------------------------ | --------------------------- | ------------------------- |
| 2012~2013 | SBS    | K팝 스타 2               | 본인 (참가자)               | 우승 (with 여동생 이수현) |
| 2017      | MBC    | 미스터리 음악쇼 복면가왕 | 목이 짧아 슬픈 기린(참가자) | 1라운드 탈락              |

## 밈

### 불협화음
쇼미더머니 10 세미 파이널 경연곡 중 하나인 머드 더 스튜던트의 불협화음에 이수현과 같이 피쳐링을 했는데, 등장 부분의 '어느 새부터 힙합은 안 멋져 이건 하나의 유행 혹은 TV쇼 우린 돈보다 사랑이 트로피보다 철학이 명품보다 동묘 앞 할아버지 할머니 패션 쇼미더머니가 세상을 망치는 중이야 중요한 건 평화 자유 사랑 My life'라는 가사를 편집한 영상이 유튜브에서 인기가 많아지면서 불협화음 속 이찬혁의 대한 영상이 쏟아졌다.